# Indothele mala
Indothele mala är en spindelart som beskrevs av Coyle 1995. Indothele mala ingår i släktet Indothele och familjen Dipluridae. Inga underarter finns listade i Catalogue of Life.